# Alentejana (raça bovina)
A raça Alentejana ou Transtagana é um raça taurina portuguesa do grupo aquitânico ou turdetano, apresentando semelhanças com as raças Limousin, Minhota ou Galega, Caracu, Ramo Grande e outras Raças portuguesas derivadas desta são: Garvonesa e Mertolenga.
Esta raça, no passado, foi utilizada para trabalho mas, actualmente sua carne é comercializada com denominação de origem «Carnalentejana».

## Área geográfica
Esta raça encontra-se dispersa essencialmente na zona Alentejana, distritos de Portalegre, Évora, Beja e alguns concelhos do distrito de Setúbal. Também existem algumas explorações nos distritos de Santarém, Castelo Branco, Guarda e Braga, embora em número muito reduzido.

## Livro genealógico
No ano de 2019, constam do livro genealógico de adultos: 200 machos e 8 362 fêmeas em linha pura em 133 criadores.